# المصباح المنير في تهذيب تفسير ابن كثير
المصباح المنير في تهذيب تفسير ابن كثير هو مختصر لكتاب تفسير ابن كثير، ألفه صفي الرحمن المباركفوري (1943-2006)، يحتوي الكتاب على ستة مجلدات، يمثل اختصار لأهم التفاسير الأثرية في التاريخ الإسلامي، قام المؤلف بوجازة الفظ وشمول المعنى.